# Jessica Simpson
Jessica Ann Simpson nascuda a Abilene, Texas el 10 de juliol de 1980, és una cantant, actriu i dissenyadora de moda estatunidenca.
Començà la seua carrera a finals de la dècada del 1990, ha llançat 5 àlbums d'estudi dels quals 4 han assolit posicionar-se en el top 10 de Billboard 200 i a més d'això han estat certificats per la RIAA, tres amb Or i dos amb el Multi-Platí. Ha abastat set hits en el Billboard Top 40. Simpson protagonitzà amb el seu espòs de llavors Nick Lachey el programa de telerealitat de MTV Newlyweds: Nick & Jessica. S'aventurà en el mercat de la música country en 2008 i lliurà Do You Know. El 9 de març de 2010; Simpson llançà per la ràdio, Who We Are tema promocional del nou reality show; The Price Of Beauty, a més a més li va comentar a Allure que en l'actualitat està treballant en el seu sext àlbum d'estudi que possiblement isca a mitjans d'este any.